# Gün Radyo TV
Gün RADYO-TV (Gun TV) är en kurdisk tv-kanal i Diyarbakir i Turkiet. TV-kanalen förbjöds och stängdes efter militärkuppförsöket i Turkiet 2016.